# Peter Desmet
Peter Desmet (Waregem, 25 februari 1961) is een voormalig Belgisch en Vlaams volksvertegenwoordiger.

## Levensloop
Desmet groeide op in Waregem en was aldaar actief als leider in de lokale Chirogroep St-Amands Regenboog.
In 1984 studeerde hij af als licentiaat in de rechten aan de Katholieke Universiteit Leuven. Sindsdien is hij actief als advocaat, met een eigen kantoor in Waregem.
Hij werd bestuurslid van de lokale afdeling van de christelijke werknemersbeweging ACW in Waregem en verzeilde zo bij de christendemocratische partij CVP, het huidige CD&V. Voor deze partij zetelde Desmet van 1989 tot 2018 in de gemeenteraad van Waregem. Van januari 2006 tot eind 2018 was Desmet er schepen, bevoegd voor onder meer Milieu en Bevolking. Bij de gemeenteraadsverkiezingen van oktober 2018 stelde hij zich niet langer kandidaat ten voordele van zijn dochter Margot Desmet.
Van november 1991 tot mei 1995 zetelde Desmet eveneens in de Kamer van volksvertegenwoordigers voor het arrondissement Kortrijk. Hij had er zitting in de commissies Justitie en Handels- en Economisch Recht. In de periode januari 1992-mei 1995 had hij als gevolg van het toen bestaande dubbelmandaat ook zitting in de Vlaamse Raad, waar hij actief was in de commissie Leefmilieu en Natuurbehoud. De Vlaamse Raad was vanaf 21 oktober 1980 de opvolger van de Cultuurraad voor de Nederlandse Cultuurgemeenschap, die op 7 december 1971 werd geïnstalleerd, en was de voorloper van het huidige Vlaams Parlement. 
Bij de eerste rechtstreekse verkiezingen voor het Vlaams Parlement van 21 mei 1995 werd hij verkozen in de kieskring Kortrijk-Roeselare-Tielt. Hij bleef Vlaams volksvertegenwoordiger tot juni 1999 en zetelde van 1995 tot 1999 in de commissie Leefmilieu en Natuurbehoud en van 1998 tot 1999 in de commissie Financiën en Begroting. Bij de verkiezingen van juni 1999 kwam hij niet meer op. 